# Rootsiküla (Saaremaa)
Rootsiküla (Duits: Rotziküll) is een plaats in de Estlandse gemeente Saaremaa, provincie Saaremaa. De plaats heeft de status van dorp (Estisch: küla) en heeft 41 inwoners (2021).
Tot in oktober 2017 lag de plaats in de gemeente Kihelkonna. In die maand ging Kihelkonna op in de fusiegemeente Saaremaa.
Rootsiküla ligt aan de westkust van het eiland Saaremaa, ten zuiden van Kihelkonna, de hoofdplaats van de vroegere gemeente Kihelkonna. Bij Rootsiküla hoort het schiereiland Papissaare. Op het schiereiland ligt de haven Papissaare sadam. Papissaare ligt in het Nationaal park Vilsandi. Vanuit de haven wordt een veerdienst met het eiland Vilsandi onderhouden. Bij de haven liggen een visverwerkingsbedrijf en hangars voor watervliegtuigen, die nog uit de Eerste Wereldoorlog dateren.

## Geschiedenis
De naam Rootsiküla betekent ‘Zweeds dorp’. Vermoedelijk waren de eerste bewoners Zweden. In 1515 werd de plaats voor het eerst vermeld. In 1560 werd een landgoed Rotziküll gesticht als leen van de Lijflandse Orde. Kihelkonna viel onder dit landgoed. Tussen 1610 en 1817 was het in handen van de familie von Stackelberg. De laatste eigenaar voor het landgoed in 1919 door het onafhankelijk geworden Estland werd onteigend, was baron Konstantin Martin Erwin von Sass.
Het houten landhuis van het landgoed, gebouwd rond 1800, werd na 1919 gebruikt als basisschool. Op 24 januari 1977 ging het door brand verloren.